# Wang Fei (pływaczka)
Wang Fei (chiń. 王菲; pinyin Wáng Fēi; ur. 1995) – chińska pływaczka, specjalizująca się głównie w stylu dowolnym.
Brązowa medalistka mistrzostw świata na krótkim basenie ze Stambułu (2012) w sztafecie 4 x 200 m stylem dowolnym.